# Antónia de Saxe-Altemburgo
Antónia de Saxe-Altemburgo (17 de abril de 1838 - 13 de outubro de 1908) foi a segunda filha do príncipe Eduardo de Saxe-Altemburgo e da princesa Amélia de Hohenzollern-Sigmaringen.

## Casamento e descendência
No dia 22 de abril de 1854, Antónia casou-se em Altemburgo com o duque Frederico I de Anhalt. Juntos tiveram seis filhos :
- Leopoldo de Anhalt (1855-1886) casado com a princesa Isabel de Hesse-Cassel, filha mais nova do príncipe Frederico Guilherme de Hesse-Cassel e da princesa Ana da Prússia; teve apenas uma filha.
- Frederico II de Anhalt (1856-1918) casado com a princesa Maria de Baden; sem descendência.
- Isabel de Anhalt (1857-1933) casada com o grão-duque Adolfo Frederico V de Mecklemburgo-Strelitz; com descendência.
- Eduardo de Anhalt (1861-1918) casado com a princesa Luísa de Saxe-Altemburgo; com descendência.
- Ariberto de Anhalt (1866-1933) casado com a princesa Maria Luísa de Schleswig-Holstein; sem descendência.
- Alexandra de Anhalt (1868-1958) casada com o príncipe Sizzo de Schwarzburg; com descendência.